# Camarillo
Camarillo je město ve Spojených státech amerických. Nachází se v okrese Ventura County ve státě Kalifornie. Ve městě žije  obyvatel a jeho rozloha činí . Město bylo založeno roku 1898 a svůj název nese po bratrech Camarillových, kteří město založili. Leží zde Kalifornská státní univerzita v Camarillu. Své sídlo zde má společnost Danelectro, přičemž zde panuje středomořské podnebí. Asi 60 % obyvatel tvoří běloši, 27 % pak Hispánci.

## Rodáci
- Tom Lenk (* 1976) – americký herec
- Kaley Cuoco (* 1985) – americká herečka
- Bob Bryan (* 1978) – americký tenista
- Mike Bryan (* 1978) – americký tenista